# Размияр, Насима

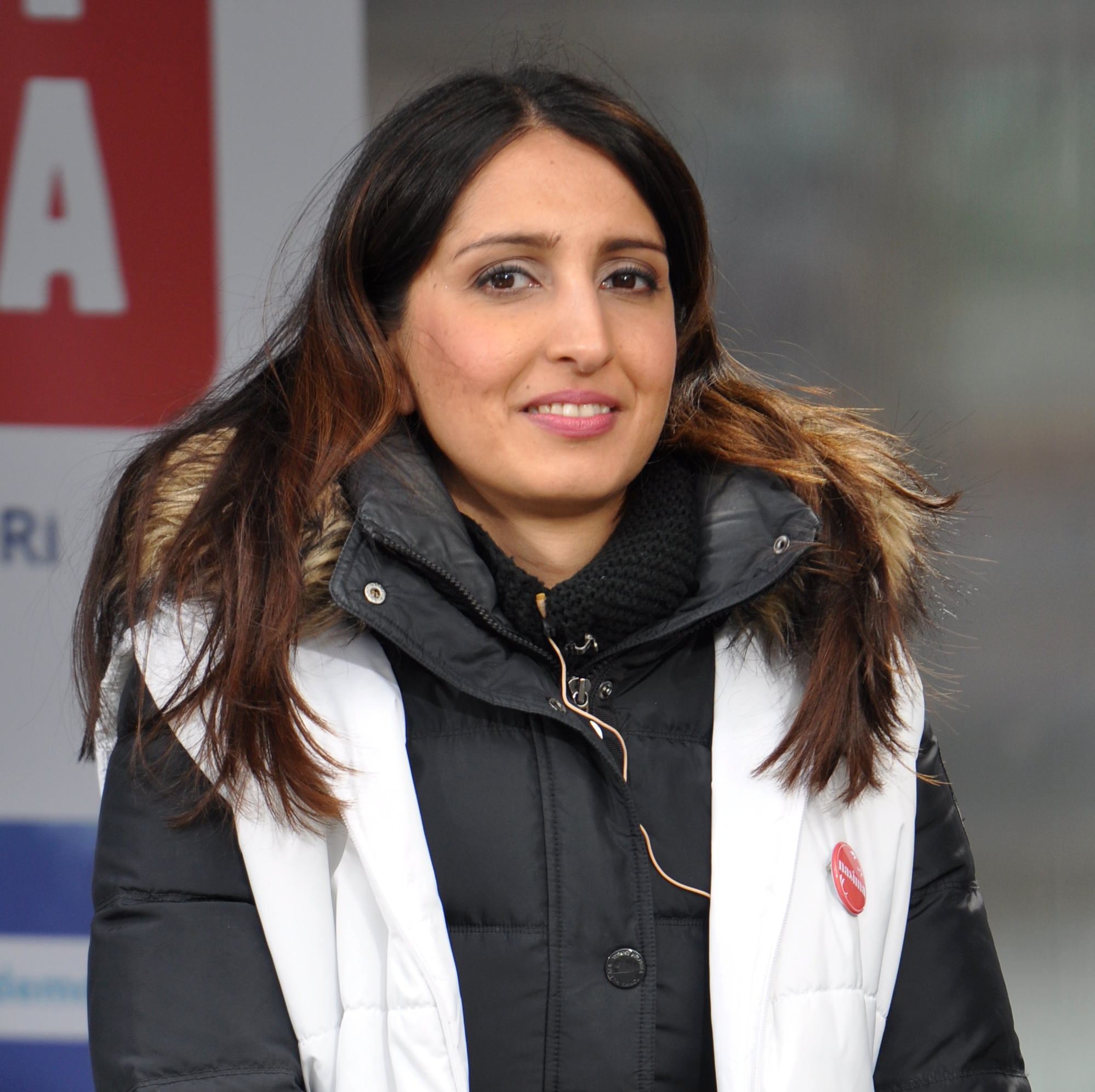
Назима Размияр в 2015 году

Насима Размияр (фин. Nasima Razmyar; род. 13 сентября 1984, Кабул, Афганистан) — финский политический деятель. Член Социал-демократической партии Финляндии. Депутат городского совета Хельсинки и заместитель мэра Хельсинки по вопросам культуры и отдыха, депутат эдускунты (парламента) с 2023 года и в 2015—2017 гг.

## Биография
Родилась 13 сентября 1984 года в Кабуле, столице Демократической Республики Афганистан, в таджикской семье. В 1989 году её отец, дипломат Мухаммед Дауд Размияр стал послом Демократической Республики Афганистан в Москве, а оттуда в 1992 году после свержения президента Мохаммада Наджибуллы семья Насимы переехала в Финляндию, где получила политическое убежище.
В 2004 году окончила школу Тёолё в Хельсинки, где изучала педагогику и политологию.
В 2006—2007 гг. работала в Международной организации по миграции, затем в Союзе защиты детей имени Маннергейма и организации «Моника-Найсет», которая помогает иммигранткам, пострадавшим от домашнего насилия. В 2010 году награждена премией «Беженка года» Совета по делам беженцев Финляндии за борьбу с дискриминацией и неравенством. В 2010 году участвовала в пятом сезоне финского телешоу «Танцы со звёздами».
Участвовала в парламентских выборах 2011 года от социал-демократов в избирательном округе Хельсинки, но не прошла в эдускунту. Была в 2011 году помощницей депутата Микаэля Юнгнера, затем в 2012 году политическим помощником парламентской фракции, в 2013 году — пресс-секретарём парламентской фракции. Участвовала как кандидат в выборах в Европейский парламент в Финляндии 2014 года. По результатам парламентских выборов 19 апреля 2015 года избрана депутатом эдускунты в избирательном округе Хельсинки. Насима Размияр и Озан Янар, председатель молодежного отделения «Зелёных», переехавший в Финляндию из Турции, — первые в эдускунте депутаты-иммигранты. Ушла из эдускунты 8 июня 2017 года после того, как стала заместителем мэра Хельсинки. Её место в парламенте заняла Пилви Торсти.
По результатам муниципальных выборов 2012 года была избрана в Городской совет Хельсинки. В июне 2017 года стала заместителем мэра. 7 ноября 2020 года объявлено, что Насима Размияр стала кандидатом в мэры Хельсинки на муниципальных выборах 2021 года.
По результатам парламентских выборов 2023 года набрала 13 848 голосов в округе Хельсинки и вновь избрана в эдускунту.
Родной язык — дари.

## Личная жизнь
Вышла замуж в мае 2015 года. В августе 2016 года родила сына.